# قسطمونی
قَسطَمونی یا قَسطَمونیه (به ترکی استانبولی: Kastamonu) یکی از شهرهای ترکیه است. این شهر مرکز استانی به همین نام نیز هست. جمعیت این شهر طبق آمار سال ۲۰۰۸دارای ۸۲٫۲۸۹ جمعیت شهری می‌باشد.
این شهر یکی از شهرهای تاریخی ترکیه است و تاریخ این شهر به زمان سلجوقیان روم می‌رسد. قلعه این شهر می‌تواند گواهی خوبی بر این گفتار باشد.
یکی از ۵ مسجد قدیمی ترکیه که در فهرست میراث جهانی قرار گرفته است، در این شهر قرار دارد.